# Шафран кримський
Шафра́н кри́мський (Crocus tauricus) — багаторічна рослина родини півникових. Ендемік України. Вид занесений до Червоної книги України в статусі «Вразливий». Малопоширена декоративна культура.

## Опис
Трав'яниста рослина заввишки 10–25 см. Весняний ефемероїд, геофіт. Бульбоцибулина з війчасто-зубчастим краєм кільцеподібної частини шкірястих оболонок. Стебло відсутнє. Листків 3–4 штуки, вони вузьколінійні, з білою смужкою. Покривало дволисте. Оцвітина біла або фіолетова, з темно-фіолетовими смужками на зовнішньому боці пелюсток. Тичинки жовті, з великими пиляками. Маточка жовта.

## Екологія та поширення
Рослина світлолюбна, посухостійка. Зростає на галявинах, кам'янистих і трав'янистих схилах, розташованих переважно на яйлах. Популяції в межах основного ареалу численні, а за його межами вид представлений лише поодинокими особинами.
Квітне з кінця лютого до середини квітня, плодоносить у червні. Розмножується бульбоцибулинами та насінням.
Ендемік чорноморського басейну з невеликим, розірваним ареалом. Основна зона розповсюдження охоплює Крим, де тягнеться широкою смугою між південним берегом півострова та умовною лінією Севастополь — Сімферополь — Старий Крим — Феодосія — Керч. Тут найбільша чисельність спостерігається на Ай-Петринський, Нікітській яйлах, у гірських масивах Демерджі та Бабуган. За межами основного ареалу осередки шафрану кримського знайдені на Арабатській стрілці, острові Бирючий в Азовському морі (Херсонська область) та в західному Передкавказзі навколо міста Новоросійська.

## Значення і статус виду
Оскільки значна частина світової популяції шафрану кримського знаходиться в межах України, вид має велику наукову цінність. Рослина охороняється в Ялтинському гірсько-лісовому та Кримському заповідниках. Чисельність цього виду зменшується внаслідок розорювання і заліснення схилів, випасання худоби, збору квітів.
Зрідка шафран кримський використовують у декоративному квітникарстві, проте широкому загалу садівників він не відомий.

## Синоніми
- Crocus adamii auct. non J.Gay
- Crocus biflorus auct. non Mill.
- Crocus biflorus var. tauricus Trautv.